# Синегуб, Лариса Васильевна
Лари́са Васи́льевна Синегу́б (также София, урождённая Чемода́нова; 1856, село Ухтым Глазовского уезда Вятской губернии — 23 февраля 1922 (1923), Томск) — российская революционерка, публицист.

## Биография
Родилась в семье сельского священника. При крещении ей было дано имя Лариса, но местный архиерей по неизвестной причине переименовал её в Софию, и в документах встречаются оба имени. В десятилетнем возрасте в 1866 году поступила в Вятское епархиальное училище. Большое влияние на неё оказала педагог училища и классная дама Анна Дмитриевна Кувшинская (1851—1909), будущая жена вятского революционера-народника Николая Аполлоновича Чарушина. Они решили после окончания Ларисой училища вместе ехать продолжать учёбу в Петербурге, однако отец Ларисы не позволил этого. Она пыталась убежать из дома, однако попытка оказалась неудачной. Уехавшая в Петербург Кувшинская решила помочь Ларисе, устроив её фиктивный брак с Сергеем Силычем Синегубом, который должен был представиться богатым дворянином, уже давно влюбленным в Ларису. 12 ноября 1872 года они поженились в селе Ухтым, а уже в конце ноября прибыли в Петербург.
В Петербурге Лариса поселилась в женской коммуне и начала помогать в деятельности пропагандистского кружка чайковцев. При этом фиктивные супруги поняли, что полюбили друг друга, и Лариса призналась Сергею в любви. Так их брак из фиктивного стал настоящим.
В 1873 году Синегубы отправились в село Губин Угол Корчевского уезда Тверской губернии, где оба стали работать учителями и занимались пропагандой среди крестьян. Но власти заставили их закрыть школу, и они вернулись в Петербург, где занялись пропагандой среди рабочих.
В ноябре 1873 года Сергей Синегуб был арестован. Ларису тоже задержали в начале декабря, но вскоре её освободили, и более она к дознанию не привлекалась. По «процессу 193-х» (1877-78 годы) Сергей Синегуб был приговорён к 9 годам каторги, которую отбывал на Каре. Лариса, которая после ареста мужа стала одной из создательниц «Политического Красного Креста» для помощи арестованным участникам «хождения в народ», содержавшихся в петербургских тюрьмах, отправилась туда же и устроилась работать воспитательницей в Карийский детский приют. В 1879 году Сергея перевели в вольную команду, и он поселился в домике Ларисы.
Затем Синегубы жили в Чите, Благовещенске, Томске. Лариса публиковала статьи в ряде газет и журналов. Историю своей любви она сообщила в рассказе «Былое».
История любви Синегуба и Ларисы положена в основу фильма «Нас венчали не в церкви». Для фильма был написан известный романс Исаака Шварца на стихи Булата Окуджавы «Любовь и разлука».

## Семья
- Сестра — Любовь Васильевна Чемоданова (в замуж. Кирхнер; 1848—1931), революционерка-народница[8]. Её муж — Кирхнер Александр Валерьянович (1860–1903). Народоволец, в молодости сосланный в Восточную Сибирь. Впоследствии был  сотрудником и управляющим Ниманской золотопромышленной компании. Владелец типографии и редактор-издатель «Амурской газеты» (1899–1903)[9].

Дети:
- Сергей,
- Наталья,
- Александра (ум. в раннем детстве),
- Анатолий (в 1904 году пропал без вести во время Русско-японской войны),
- Владимир (погиб на фронте в Первую мировую войну),
- Лидия,
- Лариса (1898—1958),
- Мария,[10]
- Евгений Сергеевич Синегуб-Будаков (1881, Чита—1953, Москва), минералог, писатель, журналист. Жена —  Нина Алексеевна Белевская (дочь публициста, журналиста-народника Белоруссова (Белевского) Алексея Станиславовича). Внучки — Наталья (г.р. 1906), Ирина (г.р. 1908)[4],
- Лев Сергеевич Синегуб (1887). участник революционного движения, эсер. Был повешен 17 февраля 1908 года за участие в подготовке убийства министра. Один из семи повешенных[11] по приговору военного суда. История казнённых была положена Леонидом Андреевым в основу «Рассказа о семи повешенных».